# Рушонс
Ру́шонс или Ру́шону, (латыш. Rušons, Rušiunas ezers, Rušiuns, Rušona ezers, Rušonu ezers, Rušūns; латг. Rušyuns, Rušyuna azars; устар.: Рушоны, Рушоно, Рушано, Рушонъ, Убыли) — проточное озеро в Латвии. Расположено на юге Латгалии, на территории Кастулинской, Рушонской и Фейманской волостей. Относится к бассейну Даугавы.
Площадь озера составляет 23,7 км² (восьмое по величине озеро Латвии). Максимальная глубина — 29,9 м, средняя глубина 2,9 м. На озере имеется 18 островов общей площадью 62,8 гектаров. Бассейн озера составляет 287 км². Из озера вытекает река Тартакс.